# Sternangustum delahayei
Sternangustum delahayei är en skalbaggsart som beskrevs av Karl Adlbauer 2005. Sternangustum delahayei ingår i släktet Sternangustum och familjen långhorningar.
Artens utbredningsområde är Gabon. Inga underarter finns listade i Catalogue of Life.